# الكون الميكانيكي
الكون الميكانيكي... وما بعده (The Mechanical Universe...And Beyond) هو دورة دراسية تلفزيونية مكوّنة من 52 حلقة، تم تصويرها في معهد كاليفورنيا للتقنية (Caltech)، وتُقدّم الفيزياء على مستوى جامعي، حيث تغطي مواضيع تمتد من كوبرنيكوس إلى ميكانيكا الكم. أُنتجت السلسلة بين عامي 1985 و1986 من قِبل معهد كاليفورنيا للتقنية بالتعاون مع منظمة INTELECOM، وهي اتحاد غير ربحي لكليات المجتمع في كاليفورنيا، تُعرف اليوم باسم Intelecom Learning، وبتمويل من مؤسسة أننبرغ/CPB.[2] وقد عُرضت هذه السلسلة على محطات PBS التابعة للولايات المتحدة، قبل أن يتم توزيعها على أقراص LaserDisc ولاحقًا على منصة YouTube. وتُعرف السلسلة باستخدامها المبكر والمميز للرسوم الحاسوبية المتحركة في شرح المفاهيم الفيزيائية.

## نظرة عامة
تم إنتاج هذه السلسلة بدءًا من عام 1982، وتستخدم مقاطع الفيديو فيها بشكل مكثف تمثيلات درامية تاريخية ووسائل إيضاح بصرية لشرح مفاهيم الفيزياء. وكانت هذه الوسائل تُعد حينها من أحدث ما توصلت إليه التكنولوجيا، حيث تضمنت قرابة ثماني ساعات من الرسوم المتحركة الحاسوبية التي أنشأها رائد الرسوميات الحاسوبية جيم بلن، بمساعدة سيلفي روف  وتوم براون في مختبر الدفع النفاث 
تبدأ كل حلقة وتنتهي بمقاطع تقديمية وختامية يظهر فيها أستاذ معهد كاليفورنيا للتقنية، ديفيد غودستين، وهو يلقي شروحات في قاعة محاضرات حول مفاهيم "لا يمكن نسبها بالكامل إلى راوينا الودود المجهول الهوية".
وبعد مرور أكثر من ربع قرن، لا تزال هذه السلسلة تُستخدم بشكل متكرر كمادة تعليمية مساندة، بفضل شروحاتها الواضحة للمفاهيم الأساسية مثل النسبية الخاصة.
المقاطع الافتتاحية والختامية التي يظهر فيها "غودستين" كانت نسخًا معدَّة خصيصًا من محاضرات الفيزياء التمهيدية الحقيقية المقدمة لطلاب السنة الأولى في مساقي Physics 1a و1b في معهد كاليفورنيا للتقنية (Caltech). ويعكس تنظيم البرنامج واختيار الموضوعات التي تم التركيز عليها في العرض التلفزيوني مراجعة حديثة في ذلك الوقت لمناهج الفيزياء التمهيدية في المعهد، وهي أول مراجعة شاملة منذ تلك التي تمثلت في سلسلة محاضرات فاينمان في الفيزياء قبل ما يقرب من عقدين. وبينما كان فاينمان يسعى عمومًا إلى استخدام أمثلة معاصرة للموضوعات، فقد جلبت المراجعة اللاحقة تركيزًا أكبر على البعد التاريخي.
في جوهره، سعى منهج فاينمان السابق إلى جعل الفيزياء مثيرة من خلال ربط كل موضوع، كلما أمكن، بالمشكلات العلمية المعاصرة. أما المنهج الجديد فقد اتخذ اتجاهًا معاكسًا، إذ حاول استعادة الإثارة التاريخية التي صاحبت الاكتشاف الأصلي. فعلى سبيل المثال، تُقدَّم الميكانيكا الكلاسيكية — وهي مادة معروفة بصعوبتها وضعف جاذبيتها للطلاب — بوصفها اكتشافًا لـ"مكاننا في الكون". وبناءً على ذلك، تشكل الميكانيكا السماوية العمود الفقري لهذا الموضوع، وتبلغ ذروتها في حل نيوتن لمشكلة كبلر.
قامت الحلقة الثانية والعشرون بحل مسألة كبلر — أي إثبات أن قانون الجذب العام التربيعي العكسي يؤدي إلى أن المدارات هي مقاطع مخروطية — وذلك باستخدام شكل من أشكال متجه لابلاس–رنج–لينز، وإن لم يُذكر بهذا الاسم.

## تفاصيل الإنتاج
الغرفة التي تظهر في مقاطع نهاية الكتاب هي قاعة محاضرات بريدج في معهد كاليفورنيا للتكنولوجيا. كان العديد من الممثلين الإضافيين طلابًا من مدارس أخرى، وكانت الصفوف الأمامية من قاعة المحاضرات مليئة عمدًا بعدد أكبر من النساء مقارنة بما كان من المعتاد رؤيته في محاضرات معهد كاليفورنيا للتكنولوجيا. أضاف فريق إنتاج التلفزيون ألواحًا خشبية مزيفة إلى قاعة المحاضرات حتى تشبه بشكل أكبر تلك التي ظهرت في برنامج The Paper Chase . وفي وقت لاحق، أعجب قسم الفيزياء في معهد كاليفورنيا للتكنولوجيا بالنتيجة إلى درجة أنه تم تركيب الألواح بشكل دائم. كان لا بد من إزالة العديد من المقاعد في قاعة المحاضرات من أجل إفساح المجال لمسار الكاميرا وأضواء الاستوديو. ولتغطية هذا، تم تصوير لقطات رد فعل إضافية لقاعة محاضرات كاملة في وقت لاحق، بحيث يمكن خلق وهم الجمهور الكامل أثناء التحرير . في معظم لقطات جودشتاين نفسه، كان هناك صفين فقط من الطلاب حاضرين.
تم تصوير العديد من مقاطع الفيديو الأخرى في الموقع، على سبيل المثال في مصنع ليندي الصناعي الذي ينتج الهواء السائل . غالبًا ما كانت المشاهد التاريخية تُصنع لتكون عامة، من أجل تسهيل إعادة استخدامها عبر حلقات متعددة: "يتجول نيوتن الصغير في بستان تفاح، ويرفض نيوتن العجوز بغضب كوبًا من الشاي من أحد الخدم، وهكذا". تم شراء اللقطات التي تعرض إعادة تمثيل تاريخية ليوهانس كيبلر من المسلسل التلفزيوني لكارل ساجان عام 1980 بعنوان الكون: رحلة شخصية .
كان من المقرر في الأصل أن يتكون المسلسل من 26 حلقة. تم توسيع هذا العدد لاحقًا إلى 60 حلقة، ثم تم تقليصه إلى إجمالي 52 حلقة لأسباب تتعلق بالميزانية وجدول الإنتاج.
كان العرض لا يتطلب خبرة سابقة في حساب التفاضل والتكامل . بدلاً من ذلك، سيتم تدريس أساسيات حساب التفاضل والتكامل في وقت مبكر من السلسلة نفسها. انضم عالم الرياضيات من معهد كاليفورنيا للتكنولوجيا توم م. أبوستول إلى فريق إنتاج Mechanical Universe لضمان عدم تنازل المسلسل عن جودة الرياضيات التي يقدمها. أقنعت رؤية مثال للرسوم المتحركة التي صممها بلين على الكمبيوتر لأول مرة أبوستول بأن المسلسل يمكن أن يجلب الرياضيات "إلى الحياة بطريقة لا يمكن القيام بها في كتاب مدرسي أو على السبورة". عندما كشفت اختبارات الطلاب في العلوم الإنسانية أن أكبر صعوبة يواجهونها في تعلم حساب التفاضل والتكامل كانت بسبب ضعف خلفيتهم في علم المثلثات ، كتب أبوستول كتابًا تمهيديًا حول هذا الموضوع ليتم توزيعه مع الدورة التدريبية عن بعد. بعد تقديم المشورة بشأن إنتاج The Mechanical Universe ، قرر أبوستول أن إنتاج سلسلة مماثلة، موجهة إلى الرياضيات في المدرسة الثانوية، سيكون مفيدًا. أصبح هذا لاحقًا مشروع سلسلة Caltech للرياضيات! ، والتي تضمنت أيضًا رسومًا متحركة بالكمبيوتر بواسطة بلين. تم إعادة استخدام بعض رسوم بلين المتحركة الخاصة بـ The Mechanical Universe في المسلسل الجديد، وذلك لتوضيح تطبيقات الجبر والهندسة وعلم المثلثات.
استخدم فيلم الحركة الخيالي العلمي Total Recall لعام 1990 أجزاء من تسلسل عنوان Mechanical Universe ، في مشهد حيث يتم تقديم عطلات افتراضية للبطل (دوجلاس كويد، الذي يلعبه أرنولد شوارزنيجر ) في مواقع حول النظام الشمسي . تم استخدام الرسوم المتحركة بدون ترخيص، ونتيجة لذلك، رفعت شركة Caltech و Intelecom دعوى قضائية ضد شركة Carolco Pictures بمبلغ 3 ملايين دولار.